# Венеційський кінофестиваль
Венеційський міжнародний кінофестиваль (італ. Mostra Internazionale d’Arte Cinematografica) — найстаріший кінофестиваль у світі, заснований в 1932 році за ініціативи Беніто Муссоліні.
Проводиться щорічно у вересні на острові Лідо.
Головний приз — «Золотий лев».

## Історія
Фестиваль було засновано 1932 року як кінематографічну частину Венеційського бієнале, виставки сучасного мистецтва, що вже існувала кілька років. Він і досі зберігає тодішню назву «Міжнародна виставка кінематографічного мистецтва» — або скорочено — Мостра (італійською — виставка).
За легендою, ідея кінофестивалю, яку ще Люм'єр визнав «другим винаходом кіно», належить генеральному секретареві Бієнале Антоніо Маірані. На те, щоб зібрати багато фільмів і глядачів в одному місці, його надихнув футбольний матч. Переповнені трибуни навели його на думку, чи не можна зробити щось аналогічне в царині мистецтва. Ідея виявилася вдалою, але перші роки основними глядачами була елегантна публіка, європейська аристократія, численні друзі графа Джузеппе Вольпі ді Мізурата, патрона фестивалю і першого президента Бієнале. Фестиваль був відомий не лише показами фільмів, а й балами та костюмованими прийомами, яким сприяла курортна атмосфера острова Лідо.
Перший випуск Мостри був туристичною і культурною подією, що мала сприяти зростанню готельного бізнесу і ствердженню мистецького статусу кіно. Першим фільмом, який показали, була екранізація оповідання Роберта Люіса Стівенсона «Доктор Джекіл і містер Гайд» Рубена Мамуляна. Граф Вольпі прагнув створити атмосферу міжнародного спілкування і намагався зберігати повну незалежність від політики. Йому навіть вдалося отримати від фашистського уряду гарантію, що ніякої цензури на фестивалі не буде. На жаль, ця свобода тривала лише кілька років.
1933 року у рамках Мостри з'явився конкурс, а назви призів дуже яскраво відображали політичний контекст: «Кубок Муссоліні» (аналог сучасного «Золотого Лева»), «Кубок Національної фашистської партії» і «Кубок Вольпі». Остання з нагород існує на фестивалі й сьогодні — два «Кубки Вольпі» вручають найкращим акторові й актрисі. До того ж, іменем Вольпі називається одна з фестивальних зал (увічнювати таким чином своїх героїв — традиція Мостри, більшість зал якої іменні).
Певна свобода перших випусків Венеційського фестивалю виявлялась у доборі фільмів: там демонструвалася не тільки пропагандистська продукція Лені Ріфеншталь, але й антивоєнний шедевр Жана Ренуара «Велика ілюзія» і досить великі програми радянського кіно. Однак пріоритет належав італійським і німецьким фільмам, а з початком війни тільки вони й залишилися в програмі. Це стало причиною того, що три останні муссолінівські випуски Мостри — 1940, 1941 і 1942 років — викреслено з історії фестивалю і не враховуються у відліку. Протягом двох наступних років Муссоліні було не до кіно, а 1945-го неофіційний фестиваль провели вже у визволеному Римі. З 1946 року Мостра повернулася на острів Лідо і почала новий етап свого життя. Сьогодні про десятиліття муссолінівської епохи нагадують лише дві величезні монументальні споруди у дусі тоталітарного конструктивізму — Кінопалац і Казино, побудовані 1937 та 1938 років саме для фестивалю. Там він розташовується і тепер, хоча поруч виросли ще дві величезні літні зали.
Ще раз розмірений ритм Мостри сколихнула студентська революція 1968 року: на хвилі протесту проти владних стосунків на початку 70-х проводилися антифестивалі, на яких скасували конкурси і нагороди. Ці роки теж не враховуються у фестивальному літочисленні.

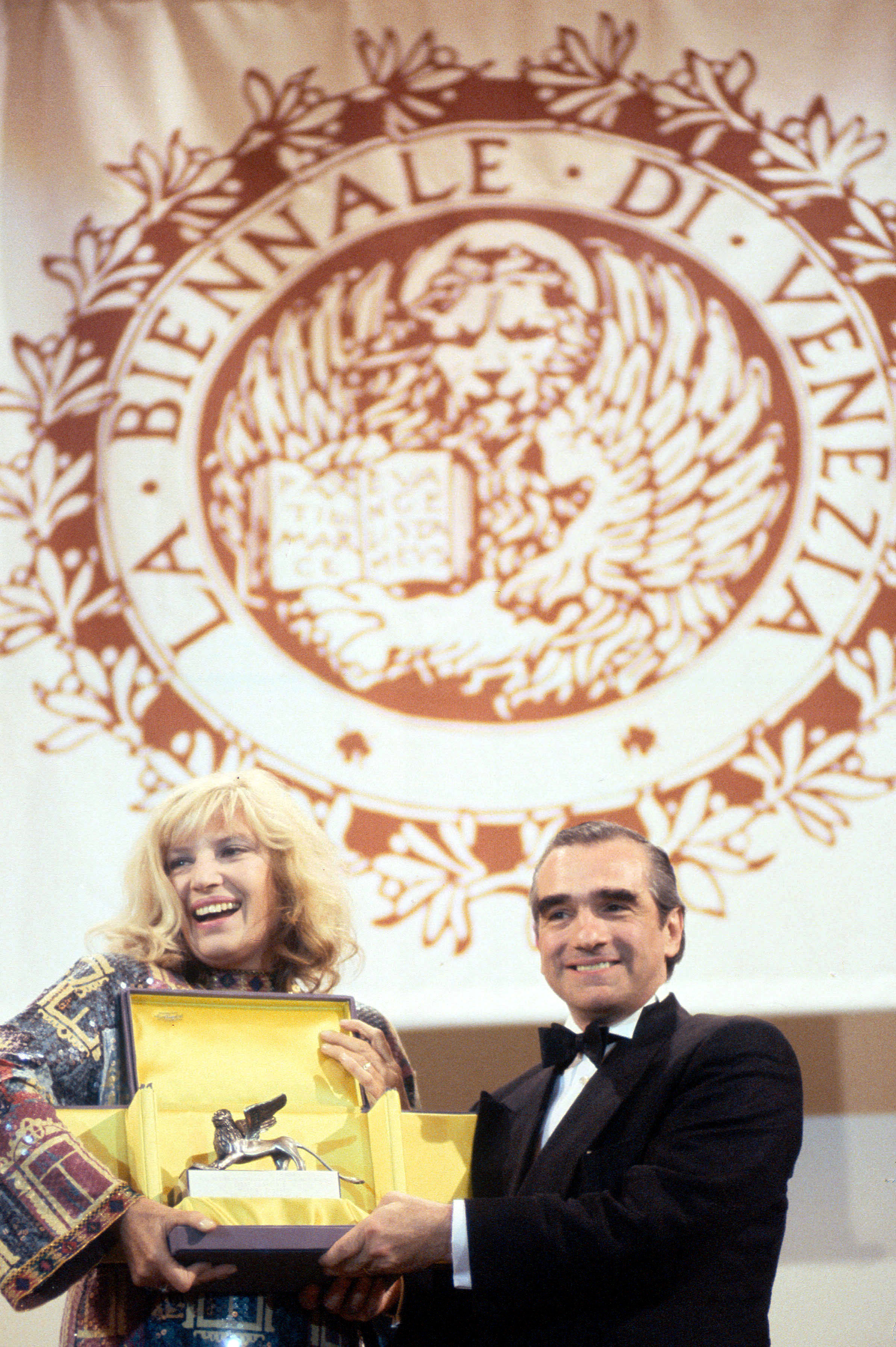
Моніка Вітті і Мартін Скорсезе на Венеційському кінофестивалі в 1995 році

Тепер на Венеційському фестивалі аж три конкурсних програми: основна, учасники якої змагаються за «Левів», альтернативна, «Проти течії», де демонструються нестандартні фільми, найкращі серед яких нагороджуються призом «Сан-Марко» (престиж цієї нагороди весь час зростає), і Тиждень міжнародної преси, на якому присуджують приз ФІПРЕССІ. У трьох інших програмах не змагаються: програма «Поза конкурсом» для учасників, які вже досягли визнання, програма «Нові території» для тих, хто надто марґінальний для будь-якого конкурсу, програма «Ретроспектива» для тих, чиї фільми вже стали класичними.
У конкурсі беруть участь повнометражні художні фільми, які не демонструвалися за межами країни-виробника і не брали участі в інших фестивалях. Приймаються 70, 35 і 16 мм фільмокопії, субтитрировані на італійську мову.

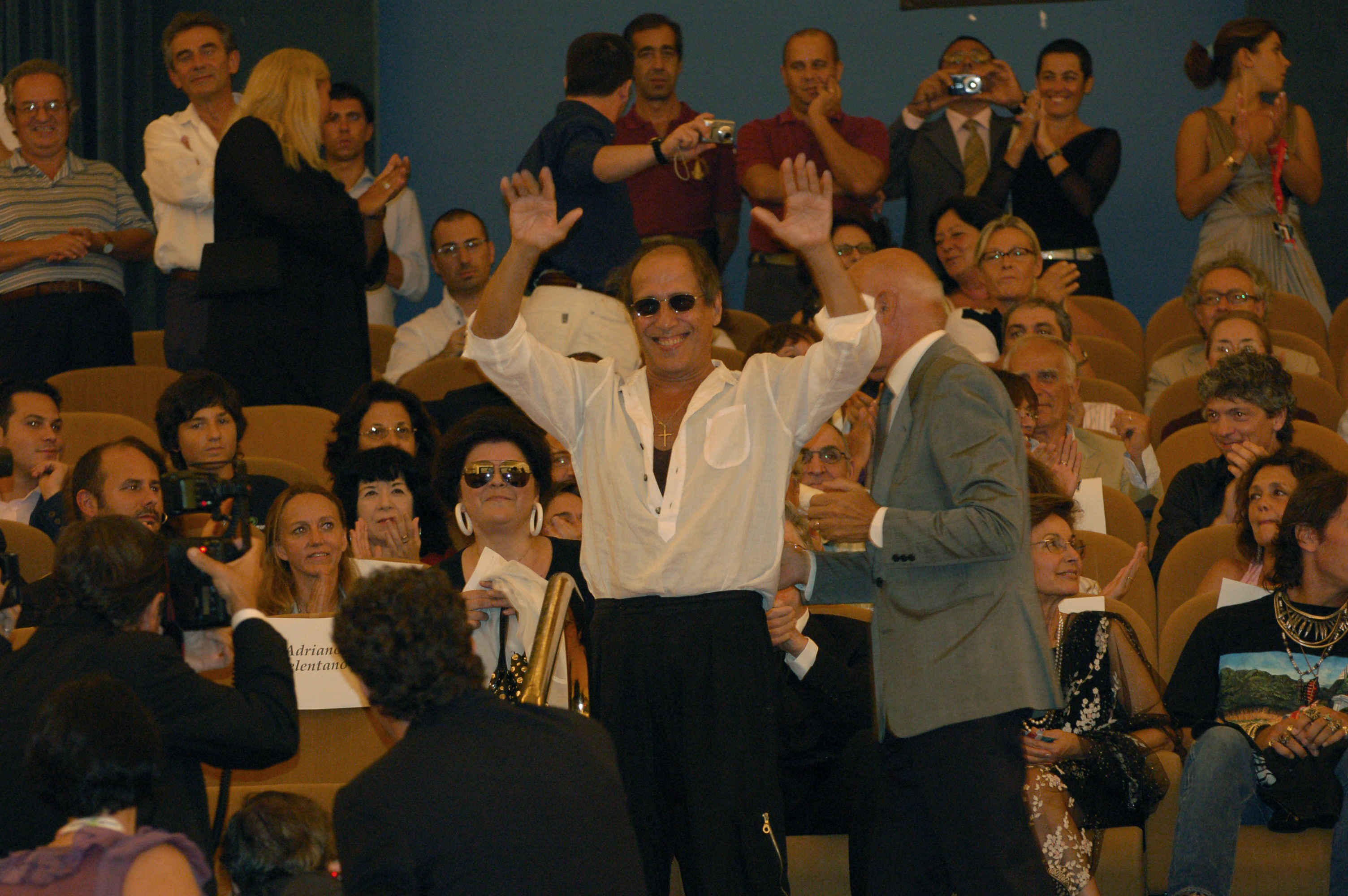
Адріано Челентано на 65 Венеційському кінофестивалі 2008 року

Окрім «Золотого лева», іншим членам знімальної групи (з 1987 року) вручають приз «Золоті Озелли». Крім того, премію вручають найкращим першим та другим роботам молодих кінематографістів,також вручають приз журі і нагороду за найкращу творчо-професійну співпрацю.
Найбільшою кількістю нагород за час існування фестивалю було відзначено роботи Лукіно Вісконті — п'ять премій (одна головна). Неодноразово отримували нагороди Луї Маль, Жан-Люк Годар, Роберт Флаерті та Еліа Казан.

## Нагороди
- «Золотий лев» за найкращий фільм основної конкурсної програми
- Гран-прі журі
- Спеціальний приз журі
- Кубок Вольпі за найкращу чоловічу роль
- Кубок Вольпі за найкращу жіночу роль
- «Срібний лев» за найкращу режисерську роботу
- Премія Марчелло Мастроянні найкращому молодому актору
- «Квір-лев» за найкращий ЛГБТ-фільм
- Приз ФІПРЕССІ
- Премія Пазінетті

### Кубок Муссоліні за найкращий італійський фільм (1934—1942)
- 1934 Тереза Конфалон'єрі, реж. Гвідо Бріньйоне
- 1935 Каста Діва, реж. Карміне Галлоне
- 1936 Білий ескадрон, реж. Августо Дженіна
- 1937 Сципіон Африканський, реж. Карміне Галлоне
- 1938 Лючано Серра, пілот, реж. Гоффредо Алессандріні
- 1939 Єпископ мессія, реж. Гоффредо Алессандріні
- 1940 Облога Алькасара, реж. Августо Дженіна
- 1941 Залізна корона, реж. Алессандро Блазетті
- 1942 Бенгазі, реж. Августо Дженіна

### Кубок Муссоліні за найкращий іноземний фільм (1936—1942)
- 1934 Людина з Арану, реж. Роберт Флаерті, (Велика Британія)
- 1935 Анна Кареніна, реж. Клеренс Браун, (США)
- 1936 Король Каліфорнії, реж. Луїс Тренкер, (Німеччина)
- 1937 Бальний записничок, реж. Жульєн Дювів'є, (Франція)
- 1938 Олімпія, реж. Лені Ріфеншталь, (Німеччина)
- 1940 Поштмейстер, реж. Густав Учицкі, (Німеччина)
- 1941 Дядечко Крюгер, реж. Ганс Штайнхофф, (Німеччина)
- 1942 Великий король, реж. Файт Харлан, (Німеччина)